# Запястье
Запя́стье — отдел верхней конечности между костями предплечья (лучевой и локтевой) и пястными костями (пястью), образованный восемью костями. Кости запястья расположены в два ряда; кости дистального ряда сочленяются с пястными костями, кости проксимального — с лучевой костью.
В отличие от остальных структур кисти (пясти и пальцев) запястье не имеет лучевого строения.

## Строение запястья
| Ряд           | Название кости | Проксимальные/лучезапястные сочленения | Дистальные сочленения                | Запястно-пястные сочленения        |
| Проксимальный | ладьевидная    | лучевая, полулунная                    | трапеция, трапециевидная, головчатая | —                                  |
| Проксимальный | полулунная     | лучевая, ладьевидная, трёхгранная      | головчатая, крючковидная             | —                                  |
| Проксимальный | трёхгранная    | полулунная, гороховидная               | крючковидная                         | —                                  |
| Проксимальный | гороховидная   | трёхгранная                            | —                                    | —                                  |
| Дистальный    | трапеция       | ладьевидная                            | трапециевидная                       | первая и вторая пястные            |
| Дистальный    | трапециевидная | ладьевидная                            | трапеция, головчатая                 | вторая пястная                     |
| Дистальный    | головчатая     | ладьевидная, полулунная                | трапециевидная, крючковидная         | вторая, третья и четвёртая пястные |
| Дистальный    | крючковидная   | трёхгранная, полулунная                | головчатая                           | четвёртая и пятая пястные          |

## Общие особенности строения костей запястья
Все кости запястья, за исключением гороховидной, имеют шесть поверхностей. Ладонные (передние) поверхности костей шероховаты, к ним прикрепляются ладонные связки. Как верхние (проксимальные), так и нижние (дистальные) поверхности костей являются суставными, при этом верхние поверхности формируют суставные головки, а нижние — суставные ямки. Боковые поверхности костей запястья также сочленяются друг с другом.

## Изображения

Кости кисти.
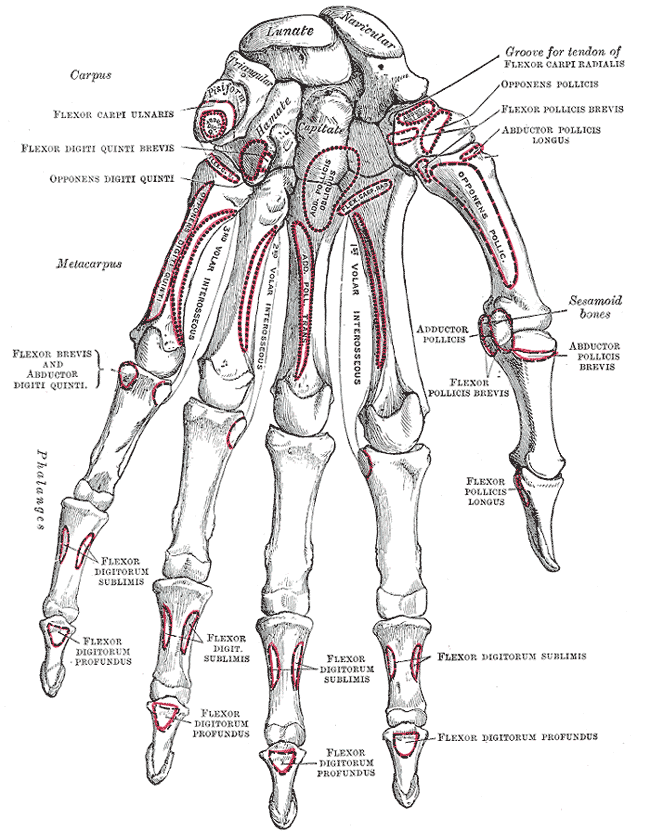
Кости левой кисти, ладонная поверхность.
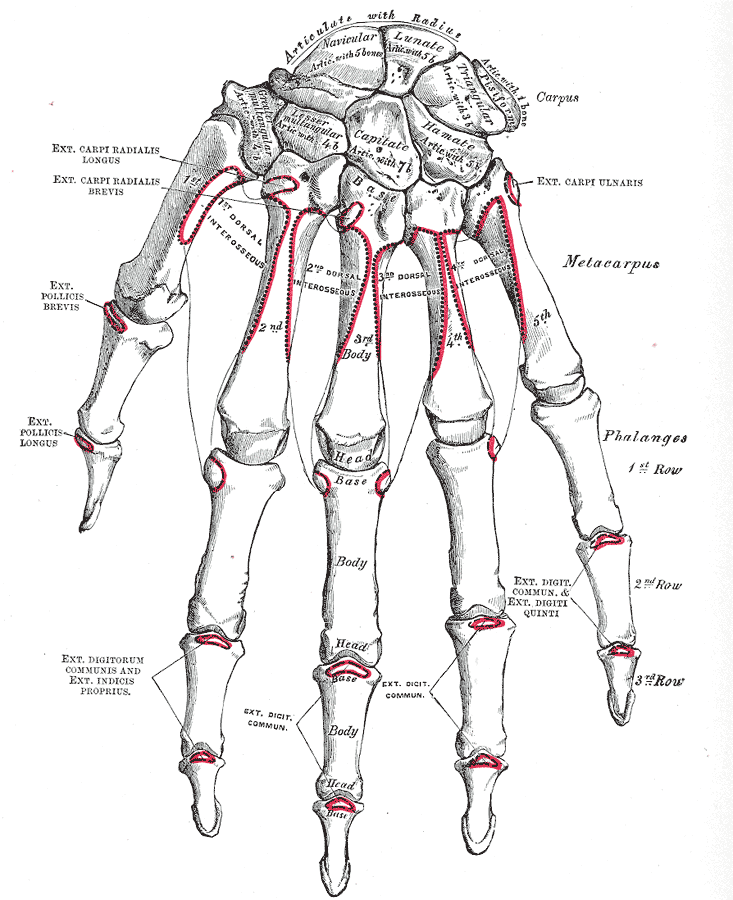
Кости левой кисти, дорсальная поверхность.
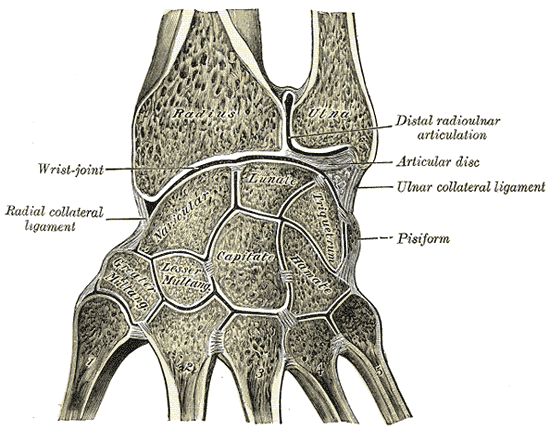
Вертикальный срез через суставы запястья, демонстрирующий суставные полости.